# 飛向自己的天空
飛向自己的天空是歌手任賢齊的流行音樂專輯，於1991年6月1日正式發行。
該專輯發行之後，任賢齊便在台灣服兵役，直至1996年退役後加入已收購新格唱片的滾石唱片。

## 曲目
1. 飛向自己的天空
2. 讓你走
3. 我不要沈默
4. 我用我的心
5. 傷害之後
6. Love You Day And Night
7. 看見一隻和平鴿
8. 再見我的愛
9. 流浪者之歌
10. 把一個人放在心上